# Steamin' with the Miles Davis Quintet
Albums de Miles Davis
Relaxin' with the Miles Davis Quintet
(1957) Workin' with the Miles Davis Quintet
(1957)
Steamin' with the Miles Davis Quintet est un album de Miles Davis enregistré en 1956 et sorti en 1961. Les séances du 11 mai et du 26 octobre 1956 ont donné naissance à l'album et à trois autres: Cookin' with the Miles Davis Quintet, Relaxin' with the Miles Davis Quintet et Workin' with the Miles Davis Quintet.

## Titres
| Piste | Titre du morceau               | Composé par                            | Durée |
| ----- | ------------------------------ | -------------------------------------- | ----- |
| 1.    | Surrey With the Fringe On Top  | Richard Rodgers, Oscar Hammerstein II  | 9:04  |
| 2.    | Salt Peanuts                   | Dizzy Gillespie, Kenny Clarke          | 6:07  |
| 3.    | Something I Dreamed Last Night | Jack Yellen, Sammy Fain, Herb Magidson | 6:13  |
| 4.    | Diane                          | Erno Rapee, Lew Pollack                | 7:49  |
| 5.    | Well You Needn't               | Thelonious Monk                        | 6:18  |
| 6.    | When I Fall In Love            | Edward Heyman, Victor Young            | 4:24  |

## Séances
Toutes les pistes ont été enregistrées le 11 mai 1956, sauf Well You Needn't le 26 octobre 1956.

## Quintet
- Miles Davis - trompette
- John Coltrane - saxophone ténor sauf titres 3 et 6.
- Philly Joe Jones - batterie
- Red Garland - piano
- Paul Chambers - contrebasse